# 桜木 (稲沢市)
桜木（さくらぎ）は、愛知県稲沢市の地名。

## 地理

### 交通
- 愛知県道14号岐阜稲沢線
- 愛知県道121号津島稲沢線
- 愛知県道133号稲沢祖父江線

### 施設
- 十六銀行稲沢支店
- DCMプロ稲沢店
- 崇清寺
- 楽だの湯稲沢店

## 歴史

### 沿革
- 1889年（明治22年） - 中島郡桜木村が合併により、稲沢町大字桜木となる[1]。
- 1958年（昭和33年） - 稲沢市桜木町となる[1]。
- 1970年（昭和45年） - 稲沢市稲沢町・天池町の各一部を編入する[1]。
- 1980年（昭和55年） - 稲沢町・桜木町の各一部により、桜木一丁目・桜木二丁目がそれぞれ成立[1]。桜木町は桜木一丁目・桜木二丁目・桜木宮前町に編入され、消滅[1]。

### 人口の変遷
国勢調査による人口および世帯数の推移。
| 1995年（平成7年）  | 174世帯 590人 |  |
| 2000年（平成12年） | 242世帯 753人 |  |
| 2005年（平成17年） | 247世帯 752人 |  |
| 2010年（平成22年） | 231世帯 688人 |  |
| 2015年（平成27年） | 302世帯 844人 |  |
| 2020年（令和2年）  | 321世帯 840人 |  |

### WEB
1. 1 2  総務省統計局 (2022年2月10日). “令和2年国勢調査の調査結果(e-Stat) - 男女別人口，外国人人口及び世帯数－町丁・字等” (CSV). 2023年8月2日閲覧。
2. ↑  “読み仮名データの促音・拗音を小書きで表記するもの(zip形式) 愛知県” (zip).   日本郵便 (2024年2月29日). 2024年3月26日閲覧。
3. ↑  “市外局番の一覧” (PDF).   総務省 (2022年3月1日). 2022年3月22日閲覧。
4. ↑  “ナンバープレートについて”.   一般社団法人愛知県自動車会議所. 2024年1月21日閲覧。
5. ↑  総務省統計局 (2014年3月28日). “平成7年国勢調査の調査結果(e-Stat) - 男女別人口及び世帯数 －町丁・字等” (CSV). 2021年7月20日閲覧。
6. ↑  総務省統計局 (2014年5月30日). “平成12年国勢調査の調査結果(e-Stat) - 男女別人口及び世帯数 －町丁・字等” (CSV). 2021年7月20日閲覧。
7. ↑  総務省統計局 (2014年6月27日). “平成17年国勢調査の調査結果(e-Stat) - 男女別人口及び世帯数 －町丁・字等” (CSV). 2021年7月21日閲覧。
8. ↑  総務省統計局 (2012年1月20日). “平成22年国勢調査の調査結果(e-Stat) - 男女別人口及び世帯数 －町丁・字等” (CSV). 2021年7月21日閲覧。
9. ↑  総務省統計局 (2017年1月27日). “平成27年国勢調査の調査結果(e-Stat) - 男女別人口及び世帯数 －町丁・字等” (CSV). 2021年7月21日閲覧。

### 書籍
1. 1 2 3 4 5  「角川日本地名大辞典」編纂委員会 1989, p. 605.